# Rostás Dorina
Rostás Dorina, ismertebb nevén Buli Dorina (Kalocsa, 2004. augusztus 18. –) magyar énekesnő.

## Életútja
2004-ben született Rostás Attila és Jakab Ibolya gyermekeként. Édesapja maga is zenéléssel foglalkozik.
2011-től a Kalocsai Fényi Gyula Általános Iskola Belvárosi Általános Iskolájának tanulója.
2017-től kezdett el együttműködni a budapesti székhelyű Dikh TV-vel, az első magyar romák által fenntartott és üzemeltetett online csatornával. Ez év nyarán szerepelt Balogh Kevin Op Shej Shej című zenéjének videóklipjében. A csatorna 2017. december 5-én tölt YouTube internetes videómegosztóra Dorina első saját zenéjét, a Buli című slágert, mely 2 hónap alatt több mint 8 milliós megtekintést eredményezett. A dal szövegét Rácz Aladár írta, a román Senzual együttes 2012-es Honey Honey című zenéjének instrumentálja alá: sokan a dalt plágiumnak könyvelték el. Az jelentős roma zenei sikert további művek követték, mint a Bulizási, a Jöjj gyere, a Nem sírok érted, vagy a Balogh Kevinnel duettben énekelt Love Me című dal, melyre 18 millióan kerestek rá az interneten. Azóta iskolai tanulmányai mellett folyamatosan lép fel országszerte különböző rendezvényeken.
2018-tól a Dikh TV által felvett Minden álmod című roma websorozat főszereplője. Eddigi pályáját a Dikh TV igazgatója, Kispesti Cigány Nemzetiségi Önkormányzat képviselője, Balogh Elek menedzselte.